# ラムーナス・シシュカウスカス
ラムーナス・シシュカウスカス（Ramūnas Šiškauskas、1978年9月10日 - ）は、リトアニア・カイシェドリース出身の元バスケットボール選手である。

## 来歴
1996年にリトアニア・バスケットボール・リーグのサカライでプロキャリアを始める。
1998年に強豪BCリエトゥヴォス・リータスへ移籍。2000年にはチーム初のリーグ優勝に貢献し、2001年にはレギュラーシーズンMVPに輝く。
2004年、ベネトン・トレヴィーゾへ移籍。
2006年、パナシナイコスBCへ移籍。ユーロリーグ優勝を果たす。
2007年、PBC CSKAモスクワへ移籍。自身として2年連続のユーロリーグ優勝を果たしリーグMVPに輝く。
リトアニア代表としても活躍し、2000年のシドニー五輪では銅メダルを獲得。2003年の欧州選手権優勝も経験する。
2012年、現役引退。